# ISKI-Skandal
Der ISKI-Skandal ist ein im Jahr 1993 aufgedeckter Fall von Korruption und Amtsmissbrauch bei den Istanbuler Wasserwerken. In der Folge erhielt der zunächst als chancenlos geltende spätere türkische Ministerpräsident Recep Tayyip Erdoğan als Kandidat bei den Istanbuler Kommunalwahlen die Gelegenheit zum Wahlerfolg und begann damit seine politische Karriere.

## Hintergrund
1989 wurde Nurettin Sözen von der Sozialdemokratischen Populistischen Partei (Sosyaldemokrat Halkçı Parti, SHP) zum Bürgermeister der Stadt Istanbul gewählt. Er bestimmte nach seiner Amtsübernahme Ergun Göknel zum Direktor der Istanbuler Wasser- und Kanalisationsverwaltung (İstanbul Su ve Kanalizasyon İdaresi, kurz İSKİ). Sözen und Göknel waren einander durch ihr jahrelanges gemeinsames Engagement in einem „Taksim-Konferenzen“ (türkisch Taksim Toplantıları) genannten Aktionsbündnis sehr gut bekannt. 
Zu Beginn der 1990er Jahre war Istanbul von chronischer Wasserknappheit geprägt. Die mit der Trinkwasserversorgung beauftragte ISKI führte zur Erfüllung dieses kommunalen Auftrages diverse Ausschreibung durch. Wie sich später herausstellte, wurden die Ausschreibungen an Firmen vergeben, die vom Direktor Göknel im Vorfeld der Ausschreibungen zum Zweck der persönlichen Bereicherung gegründet wurden. Die Vorgänge wurden von Göknels Ehefrau Nurdan Erbuğ publik gemacht.

## Anklage, Verhandlung und Urteil
Am 25. Oktober 1993 mussten sich die Angeklagten, unter denen sich auch der damalige Bürgermeister Sözen befand, wegen des Vorwurfs, sich mittels überhöhter Abrechnungen für Chlor bereichert und Amtsmissbrauch begangen zu haben, erstmals vor Gericht verantworten. Die Ermittlungsbehörden stellten am 6. Dezember 1993 fest, dass sich auf Konten des mittlerweile in Untersuchungshaft sitzende Ergun Göknel bei der Discon Bank in der Schweiz 30.000 US$ und 670.000 DM befanden. Die Konten wurden beschlagnahmt und die Gelder für die öffentliche Hand zurückgefordert. Göknel wurde 1994 zu 11 Jahren und 4 Monaten Haft verurteilt, im August 1998 jedoch aus der Haft entlassen.

## Politische Konsequenzen des ISKI-Skandals
Nurettin Sözen wurde im Rahmen des Prozesses freigesprochen. Er verzichtet jedoch auf eine Kandidatur bei den Istanbuler Kommunalwahlen im Jahr 1994. Bei dieser Wahl erlangte der im Jahr 1993 noch als chancenlos geltende Recep Tayyip Erdoğan als Spitzenkandidat der Wohlfahrtspartei überraschend die Mehrheit und begann als neuer Bürgermeister von Istanbul eine steile politische Karriere. Die Sozialdemokratische Populistische Partei, die 1989 noch 35,95 % der Stimmen geholt hatte, verlor aufgrund des Skandals mehr als ein Drittel der Stimmanteile und stürzte auf 20,30 % ab. Sie löste sich schließlich 1995 auf, als sie mit der Republikanischen Volkspartei (Cumhuriyet Halk Partisi, CHP) fusionierte.